# Goua
Goua (ou Gouar) est une localité du Cameroun située dans la commune de Tchati-Bali, le département du Mayo-Danay et la Région de l'Extrême-Nord, à la frontière avec le Tchad.

## Population
En 1967, la localité comptait 388 habitants, principalement des Toupouri. À cette date, un marché hebdomadaire s'y tenait le mardi.
Lors du recensement de 2005, on y a dénombré 1 504 personnes.